# Wafa Cherni
Wafa Cherni – es una deportista tunecina que compite en lucha libre. Ganó dos medallas de plata en el Campeonato Africano entre los años 2011 y 2012.

## Palmarés internacional
| Campeonato Africano | Campeonato Africano   | Campeonato Africano | Campeonato Africano |
| Año                 | Lugar                 | Medalla             | Categoría           |
| ------------------- | --------------------- | ------------------- | ------------------- |
| 2011                | Dakar (Senegal)       | Medalla de plata    | 63 kg               |
| 2012                | Marrakech (Marruecos) | Medalla de plata    | 67 kg               |